# Bergkäse

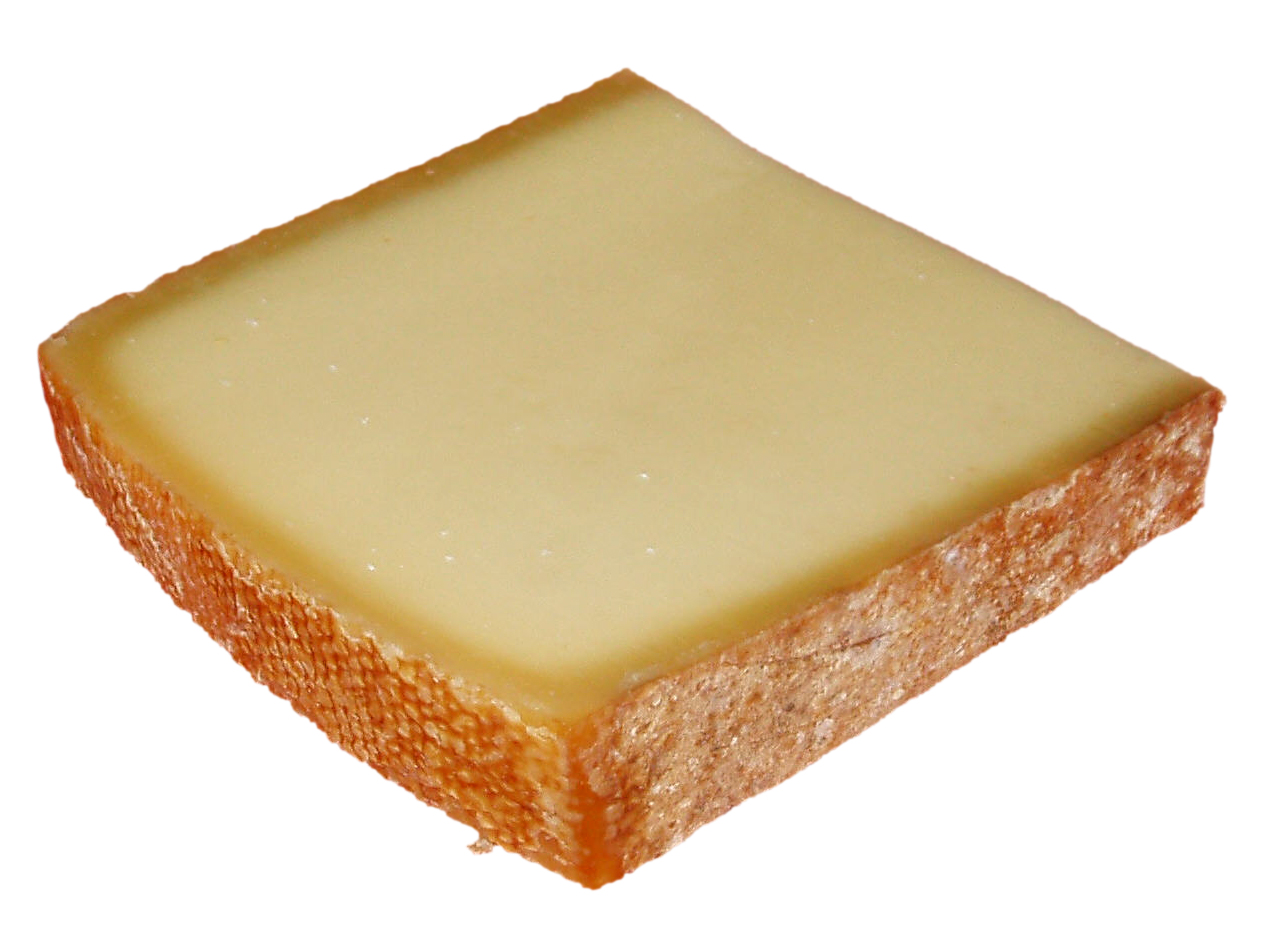
El queso de montaña Allgäuer (Allgäuer Bergkäse) de la región de Allgäu madura durante doce meses.

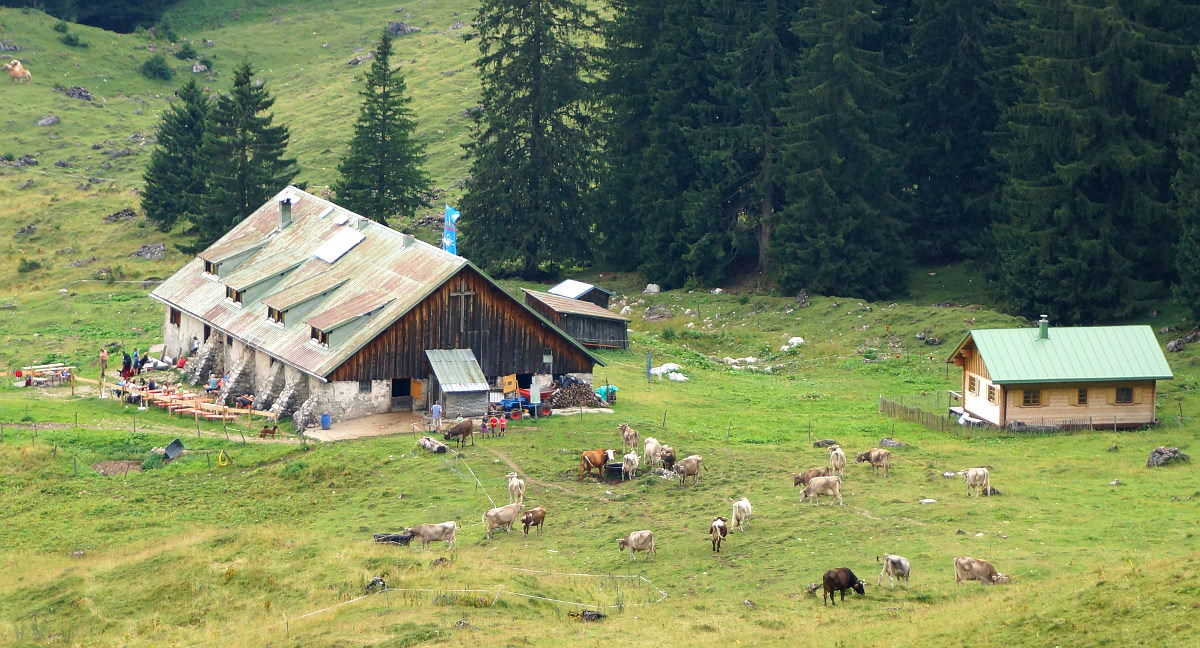
Vacas en Willersalpe en Allgäu, donde se produce el queso de montaña.

Bergkäse (en alemán: queso de montaña) se refiere a una serie de variedades de queso producidas en los Alpes. Esto incluye productos de la agricultura de montaña, el cultivo de pastos alpinos y el procesamiento de la leche de los productores locales en las lecherías. El término no dice mucho sobre el tipo o método de producción del producto llamado queso de montaña, que generalmente es un queso duro o semiduro sin o con pequeños agujeros (también llamados ojos ), generalmente con una corteza natural, pero también existen quesos semiduros y quesos blandos bajo esta denominación. El término también se usa genéricamente (especialmente en Austria) para los quesos de tipo suizo o alpinos, que se parecen a estos en sabor y textura, pero no provienen de una de las regiones tradicionales de elaboración de queso. La textura es bastante dura, a veces con pequeños agujeros o grietas, el sabor es fuerte y, a menudo, un poco a nuez.

## Historia
En épocas anteriores, casi todos los quesos producidos en las regiones montañosas en verano eran quesos de montaña en el sentido de que se preparaban en la montaña, es decir, en el Shieling. Esto ocurrió durante los meses de verano en el período de entre 70 y 120 días, dependiendo de la región y la altitud, cuando el bovino pastaba en los prados de la montaña. Los animales estaban al aire libre casi continuamente y encontraron un forraje particularmente jugoso y rico con muchas hierbas, lo que resultó en una calidad especial y un sabor picante de la leche de montaña. Como las posibilidades de transporte eran limitadas, era obvio que queso esta leche y así al mismo tiempo concentrarla y conservarla por deshidratación. Después de que el ganado abandonó los pastos de montaña (Almabtrieb en alemán), la calidad del forraje se deterioró y la producción de leche de las vacas disminuyó. En invierno, la leche solía ser suficiente para la autosuficiencia de la granja y apenas quedaba producción de queso.
En el cantón montañoso de los Grisones en Suiza, 225 pastos alpinos fueron ocupados por vacas lecheras en 2020. Aproximadamente la mitad de ellos seguían siendo granjas lecheras alpinas y producían queso directamente en los Alpes. Desde los otros Alpes, la leche se transporta al valle para su procesamiento. Para ello se utilizan tanto vehículos como teleféricos. En el pasado, las ruedas de queso terminadas a menudo se transportaban al valle en trineos, pero hoy en día esto se hace a veces incluso en helicóptero. Luego, el queso se transporta de regreso a los pastos alpinos.

## Nacional

### Situación legal bajo la ley europea
En la Unión Europea, el término Bergkäse (queso de montaña) no está protegido de forma aislada como denominación de origen protegida (DOP), indicación geográfica protegida (IGP) o como especialidades tradicionales garantizadas (TSG). En la legislación de la UE, el uso del sello DOP está permitido para algunos quesos de montaña registrados, siempre que se cumplan las disposiciones. En Alemania y Austria, los productores de queso genuino de montaña en algunas regiones han comenzado recientemente a proteger las denominaciones de sus quesos y / o a tener la autenticidad confirmada por un sello de una asociación de control o similar (indicación geográfica) para permitir a los consumidores comprar queso alpino de alta calidad incluso lejos de las lecherías de origen y proteger su producto de imitaciones baratas.

### Austria
En Austria, Bergkäse se produce en los estados de Vorarlberg y Tirol. Vorarlberger Bergkäse, Vorarlberger Alpkäse y Tiroler Alpkäse están protegidos en el marco de la denominación de origen europea (DOP). Los quesos están sujetos a estrictos controles de calidad.
La producción del queso Vorarlberger Bergkäse solo puede realizarse mediante producción manual utilizando métodos tradicionales. Se aplican estrictas normas de calidad a la leche cruda utilizada: solo las explotaciones con agricultura predominantemente de pastizales sin producción de ensilaje o alimentación ("leche de heno") pueden proporcionar leche para Vorarlberger Bergkäse. Además, la leche de heno debe entregarse a la lechería al menos una vez al día y procesarse allí de inmediato.

### Alemania
En Alemania, la denominación Bergkäse puede utilizarse para una variedad estándar de acuerdo con la Ordenanza sobre el Queso (KäseV). La designación como Bergkäse está vinculada al cumplimiento de determinadas normas de producción y a una determinada calidad. La leche y el suero de mantequilla obtenidos a partir de ellos, la nata, el suero dulce, el suero agrio y la crema de suero pueden utilizarse para la producción; el espesamiento solo se puede realizar eliminando el agua; Además, en la producción sólo pueden utilizarse determinadas especias, también en forma de preparaciones de especias, y sus correspondientes aromas con sustancias aromatizantes naturales, que se indican por separado. El contenido mínimo de grasa es la etapa de grasa completa, el contenido mínimo de materia seca se especifica como 62%.

### Suiza
En Suiza, tanto Alpkäse como Bergkäse están protegidos por la Ordenanza sobre Montañas y Alpes SR 910.19 del 8 de noviembre de 2006. El queso alpino de Berna (Bernese Alpkäse) y el queso alpino de Valais (Valais Alpkäse) también tienen el sello AOP. El queso de montaña de los Grisones (Bündner Bergkäse) se produce exclusivamente en las queserías de aldea en más de 1000 metros.